# Los Ausines
Los Ausines ist ein Ort und eine Gemeinde (municipio) mit 165 Einwohnern (Stand: 2024) in der Provinz Burgos und der Region Kastilien-León im Norden Spaniens. Die Gemeinde gehört zur Comarca Alfoz de Burgos. Zur Gemeinde gehören die Ortschaften Quintanilla, San Quirce, Sopeña und Cubillo del César.

## Lage und Klima
Los Ausines liegt in einer Höhe von ca. 910 m etwa 15 km (Fahrtstrecke) südlich von Burgos am Río Ausín. Das Klima im Winter ist rau, im Sommer dagegen trocken und warm; Regen (ca. 755 mm/Jahr) fällt überwiegend im Winterhalbjahr.
In der Gemeinde befindet sich ein großer Windpark.

## Bevölkerungsentwicklung
| Jahr      | 1981 | 1991 | 2001 | 2011 | 2021 |
| Einwohner | 169  | 121  | 139  | 151  | 131  |

## Sehenswürdigkeiten
- Eulalienkirche (Iglesia de Santa Eulalia) in Quintanilla
- Johanneskirche (Iglesia de San Juan) in Los Ausines
- Michaeliskirche (Iglesia de San Miguel) in Sopeña
- Kloster San Quirce
- Einsiedelei Unserer Lieben Frau der Burg
- Einsiedelei Santa Julita in San Quirce
- früherer Bahnhof (Empfangsgebäude)
- großer Brunnen
- Mühlen
- romanische Brücke